# Svartryggig dunrygg
Svartryggig dunrygg (Dryoscopus cubla) är en fågel i familjen busktörnskator inom ordningen tättingar.

## Utseende och läte
Svartryggig dunrygg är en liten svartvit törnskateliknande fågel med eldrött öga. När den är exalterad kan hanen puffa upp fjädrarna på övergumpen, därav namnet. Könen skiljer sig, där hanen är prydligt tecknad i svart och vitt, medan honan är dovare i färgerna och mer gräddvit och grå. Sången är karakteristisk, ett ljudligt klickande följt av en vissling.

## Utbredning och systematik
Svartryggig dunrygg delas in i fem underarter med följande utbredning:
- D. c. affinis – förekommer från Somalias kust och Kenya till norra Tanzania, Zanzibar och Mafiaön
- D. c. nairobiensis – förekommer från centrala Kenya till nordöstra Tanzania
- D. c. hamatus – förekommer från södra Kenya till Moçambique, norra Angola och nordöstra Sydafrika
- D. c. okavangensis – förekommer från nordvästra Kapprovinsen till Namibia, södra Angola, Botswana och Zambia
- D. c. cubla – förekommer från KwaZulu-Natal till Kapprovinsen

## Levnadssätt
Svartryggig dunrygg hittas i tätt skogslandskap samt i flodnära, låglänta och bergsbelägna skogar. Där håller den till i trädtaket. Fågeln ses enstaka eller i par, ofta som en del av kringvandrande artblandade flockar som aktivt söker efter insekter.

## Status och hot
Arten har ett stort utbredningsområde, men tros minska i antal, dock inte tillräckligt kraftigt för att den ska betraktas som hotad. Internationella naturvårdsunionen IUCN listar arten som livskraftig (LC).

## Namn
Fågelns vetenskapliga artnamn cubla är troligen kort för franskans cul blanc ("vit stjärt"), ett namn Levaillant gav fågeln år 1800.

## Bildgalleri

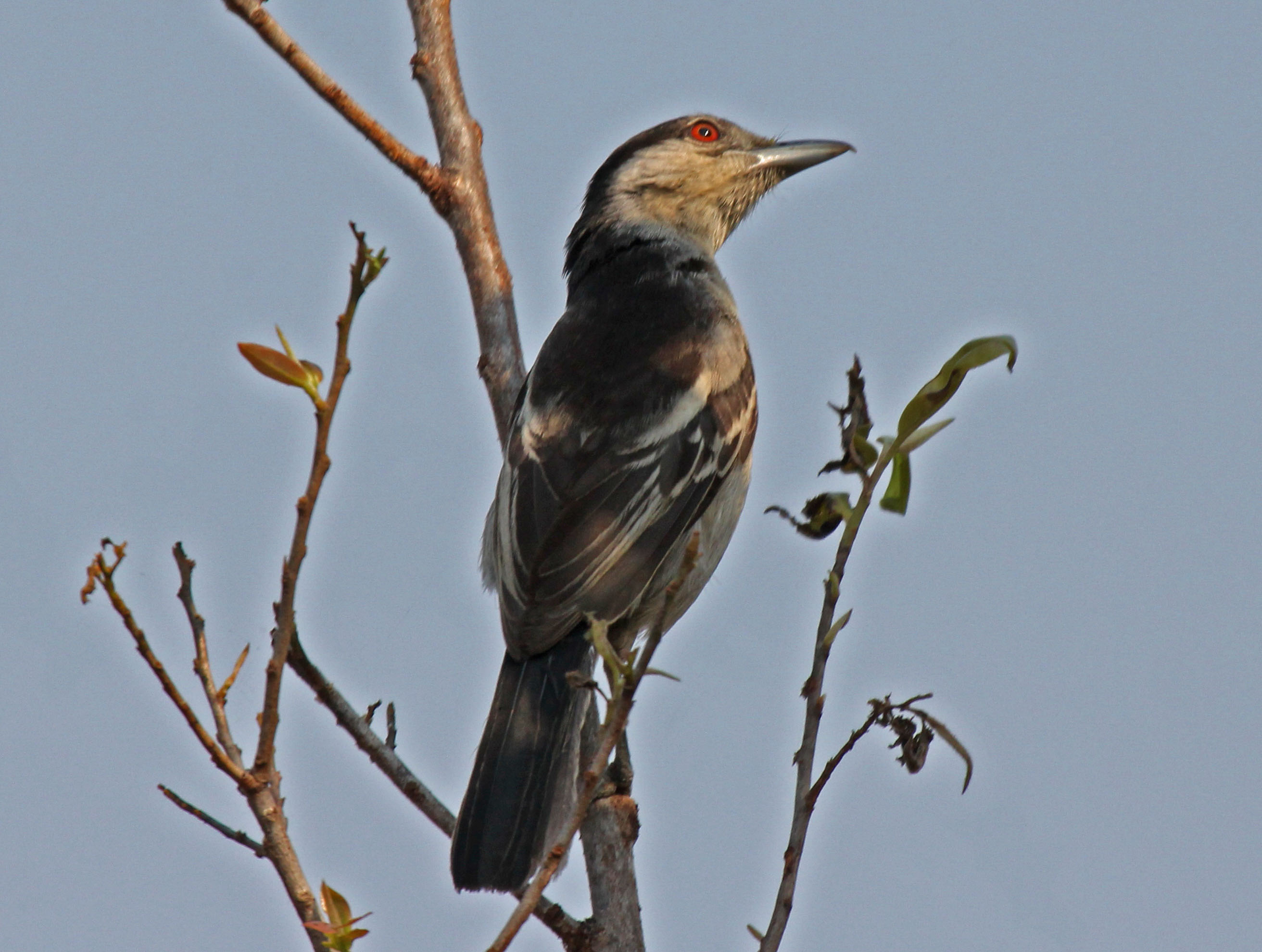
En nordlig dunrygg i Sydafrika
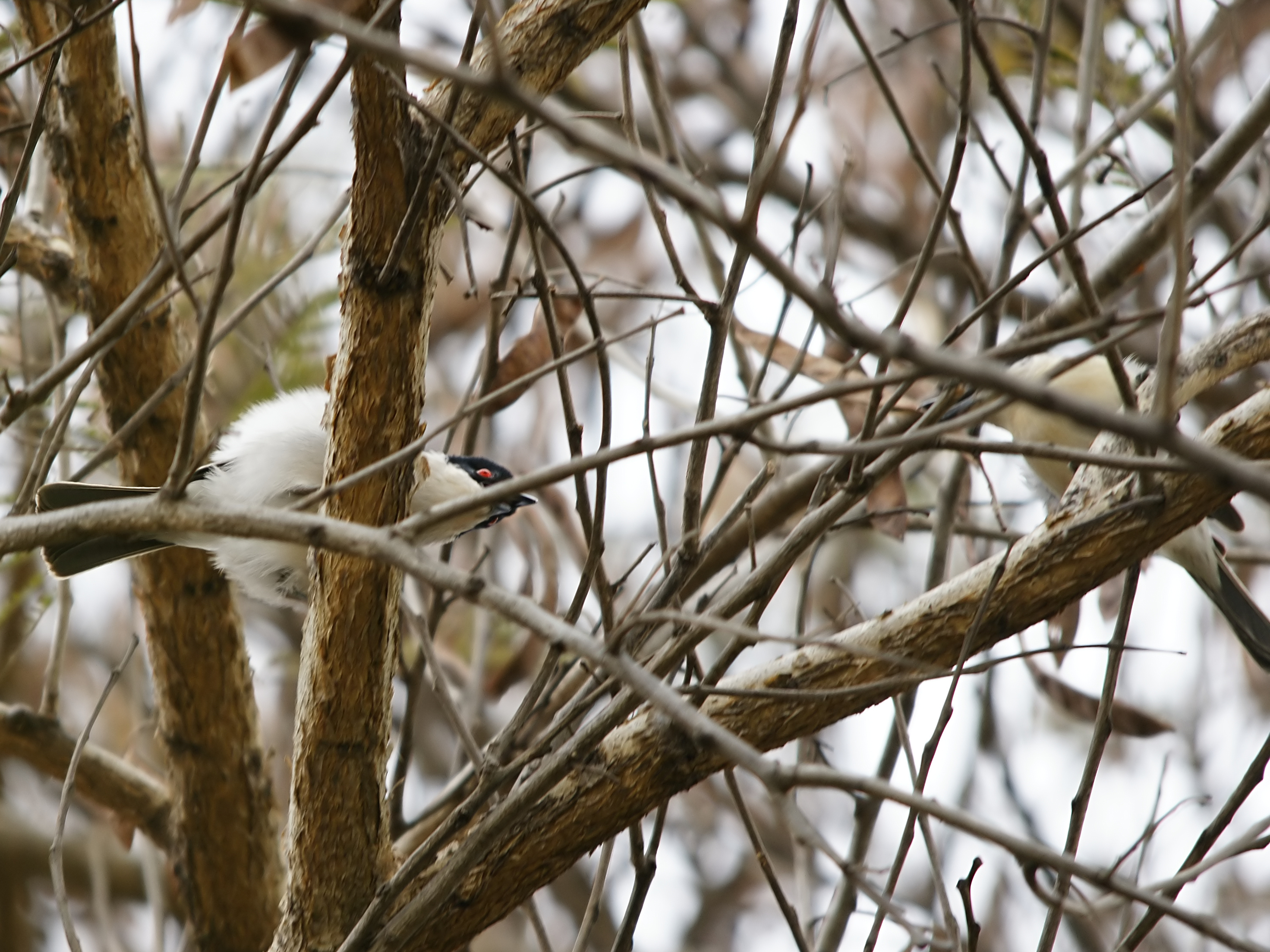
En hane till vänster och en hona till höger